# Las Heras (Santa Cruz)
Las Heras – miasto w Argentynie, w prowincji Santa Cruz, w departamencie Deseado.
Według danych szacunkowych na rok 2010 miejscowość liczyła 17 821 mieszkańców.